# Travagliato
Travagliato (lombardul: Traaiàt) település Olaszországban, Lombardia régióban, Brescia megyében. Lakosainak száma 13 753 fő (2023. január 1.). Travagliato Berlingo, Castegnato, Lograto, Ospitaletto, Roncadelle, Rovato, Cazzago San Martino és Torbole Casaglia községekkel határos.

## Népesség
A település lakossága az elmúlt években az alábbi módon változott:
| Lakosok száma | 13 747 | 13 894 | 13 930 | 13 753 |
|               | 2013   | 2017   | 2018   | 2023   |

## Híres emberek
- 1958-ban itt született Giuseppe Baresi válogatott labdarúgó, olasz bajnok, UEFA-kupa-győztes és EB 4. helyezett.
- 1960-ban itt született Franco Baresi válogatott labdarúgó, többszörös olasz bajnok és UEFA-bajnokok ligája győztes, világbajnok.